# Kyryl Prozenko
Kyryl Prozenko (ukrainisch Кирил Проценко, * 1967 in Kiew, Ukrainische SSR, UdSSR) ist ein ukrainischer Künstler der Ukrainian New Wave Bewegung, welche sich während, aber vor allem nach der Perestroika Anfang der 1990er Jahre gebildet hat.

## Werdegang
Prozenko erhielt von 1986 bis 1994 eine Ausbildung an der Nationalen Akademie der Bildenden Künste und Architektur, Kiew, Department of Graphic Arts.

## Werke
Methoden und Archetypen der Massenkultur und des Kitsches bilden wesentliche Bestandteile seiner Arbeiten. Das Element des Feuers, die verzehrende Kraft der Flamme und des Verbrennens, welche durch die Pyrotechnik, mit denen er seine Arbeiten anfertigt, zum Tragen kommen, haben weniger eine zerstörerische, als vielmehr schöpferische Komponente. Der philosophische Schlüsselmoment seiner Arbeiten findet sich auf den Ebenen der Psychoanalyse und einer Aufarbeitung und Reintegration von Kindheitserlebnissen – oft in der Weise einer Poetisierung psychedelischer Träumereien.

## Ausstellungen
- 1995: Falling Star – Sociological Research (World Wide Art Gallery, New York, USA)
- 1997: Spazio Umano (Retrospective Film Show, Mailand, Italien)
- 2002: Still life-for the kitchen, Landscape -for the bedroom (RA-Gallery, Kiew, Ukraine)
- 2003: 36/6 (Bereznitsky Gallery, Kiew, Ukraine)
- 2005: Penalti (Bereznitsky Gallery, Kiew, Ukraine)
- 2006: Hitzeschlag (Bereznitsky Gallery, Berlin)

## Gruppenausstellungen
- 1994: Alpe Adria Cinema Festival, Italien
- 1997: Humanism (Biennale of Contemporary Art, Selest, Frankreich)
- 2003: Extra Schengen (Biennale, Venedig, Italien)
- 2004 Manifesta 5. European Biennial of Contemporary Art, Öffentlicher Raum Donostia – San Sebastián, International Foundation Manifesta[1]
- 2006: Postorange (Kunsthalle Wien, Österreich)[1]
- 2006: Ukraine, go ahead! (Regina Gallery, Moskau, Russland)

## Veröffentlichungen
- Shit is the same everywhere (Contemporary Art Magazine PARTA)